# Сфигмоманометр
Сфигмомано́метр (греч. σφυγμός, пульс + μανός, неплотный + μετρέω, измеряю) — тонометр для неинвазивного измерения артериального давления. Состоит из манометра, измеряющего давление воздуха; манжеты, надеваемой на руку пациента; и нагнетателя воздуха с регулируемым клапаном спуска.

## История
Способ регистрации артериального давления с помощью ртутного манометра, лежащий в основе действия тонометра, и первый металлический сфигмоманометр были изобретены в 1881 году австрийским физиологом и патофизиологом Самуэлем Зигфридом Карлом фон Башем. В 1896 году Шипионе Рива-Роччи дополнил аппарат измерительной манжетой. В 1905 году российским хирургом Н. С. Коротковым было предложено использование аускультации при измерении артериального давления и описаны систолический и диастолический тона, сопровождающие сдувание манжеты.
Первые автоматические тонометры производились в Японии и Южной Корее. В России производство полностью автоматических тонометров началось в 1993 г. на совместном предприятии «Медтехника-Интермед» в городе Магнитогорске из импортных комплектующих фирмы Sein Electronics. Производимые тонометры были громоздки, технологически далеки от совершенства и стоили более 500 долларов США.
Появлению полностью автоматических тонометров предшествовала разработка тонометров-полуавтоматов, в которых нагнетание воздуха в манжету осуществляется вручную, а «слышит» и обрабатывает звуковую информацию встроенное в корпус прибора электронное устройство. Такие тонометры отличаются меньшей потребляемой мощностью по сравнению с полностью автоматическими, поскольку не содержат электродвигателей.

## Виды и конструкция

### Тонометры
Существует три вида сфигмоманометров: ртутный, механический (анероидный), автоматический и полуавтоматический.

#### Ртутный
Ртутный — исторически первый вид сфигмоманометра, дающий наиболее точные показания за счёт своей простоты: давление измеряется столбиком ртути, перемещающимся в вертикально расположенной стеклянной трубке. Именно поэтому, по традиции, артериальное давление измеряется в миллиметрах ртутного столба, как это и было изначально, а не в современных единицах измерения давления килопаскалях (кПа). В настоящее время ртутные тонометры практически не используются.

#### Механический
Механический — следующий в истории развития вид сфигмоманометра, который ещё называют анероидным, то есть не имеющим жидкости (как противопоставление ртутному тонометру).
Ртутный и механический тонометры сами не определяют уровень артериального давления, они лишь показывают уровень давления воздуха в манжете. Артериальное давление определяет человек по звуковому методу Короткова при помощи стетоскопа. Во время плавного спускания воздуха из манжеты над пережатой артерией появляются, а затем исчезают звуки пульсации, называемые тонами Короткова. Показание манометра в момент появления тонов означает уровень систолического АД, показание в момент исчезновения тонов — уровень диастолического АД.
Согласно Приказу Минздрава № 4 от 24 января 2003 г., метод Короткова является эталонным неинвазивным методом измерения артериального давления, по которому сверяют давление, измеренное автоматическими или полуавтоматическими тонометрами. А в 2018 году комитеты AAMI (Ассоциация по продвижению медицинского приборостроения), ESH (Европейское общество по гипертензии) и ISO (Международная организация по стандартизации) разработали единый универсальный стандарт — протокол, по которому должна проводиться валидация таких сфигмомоманометров.
- Тонометр с двумя шлангами. Груша соединена с манометром через манжету
- Тонометр с двумя шлангами. Груша соединена с манометром напрямую
- Тонометр с одним шлангом

#### Автоматический и полуавтоматический
Автоматический и полуавтоматический электронные тонометры определяют давление без участия человека за счёт улавливания кратковременных скачков давления в манжете, происходящих в момент пульсации артерий (расширения артерий во время прохождения по ним пульсовой волны). Такой метод автоматического измерения давления называют осциллометрическим .
Автоматические тонометры бывают двух видов: для измерения на плече и запястье. В медицинской практике измерение давления на запястье (лучевой артерии) не используется по причине более низкой точности измерений. Это связано не только с возможными сердечно-сосудистыми заболеваниями, но и с нормальными анатомо-физиологическими особенностями организма. В области лучезапястного сустава артерии тоньше, поэтому амплитуда пульсовой волны ниже. Запястный тонометр не подходит тем людям, у которых пульс прощупывается слабо, а также для людей старше 40 и тем более пожилых (старше 60), так как стенки артерий уже не такие эластичные, как в молодом возрасте: происходит склерозирование (затвердевание) сосудов, поэтому они начинают плохо поддаваться воздействию пульсовой волны. Как следствие — прибор может не определить или неточно определить скачок давления в манжете, происходящий из-за растяжения артерии.
Для слепых и слабовидящих есть электронные тонометры с голосовым оповещением, также есть тонометры с функцией глюкометра, также есть электронные тонометры с датой и временем, с Wi-Fi, с bluetooth, работающие от батареек или аккумуляторов, также от блока питания. Благодаря возможности автоматического измерения, развилась методология домашнего мониторирования артериального давления (ДМАД).
- Автоматический тонометр
- Запястный автоматический тонометр
- Тонометр-полуавтомат «Электроника ИАД-1». СССР, 1986 г.
- цифровой полуавтоматический тонометр

### Манжета
Манжета (рукав) — тканевая оболочка со вшитой внутрь пневмокамерой, надеваемая на плечо, бедро или запястье пациента.
Размер манжеты указывается двумя числами, означающими минимальную и максимальную длину окружности (обхвата) конечности у пациента, например 24—32 см. Манжета будет подходящей для того человека, у которого длина обхвата, измеренная на середине конечности, входит в диапазон, ограниченный этими двумя числами.
Минимальное число в размере манжеты определяется длиной её пневмокамеры и фактически совпадает с ней. Длина пневмокамеры может быть меньше, но не больше длины обхвата. Чем больше длина пневмокамеры приближена к длине обхвата, тем сдавливание конечности будет наиболее равномерным и результаты измерения артериального давления будут наиболее точными. В идеале длина пневмокамеры должна быть равной длине обхвата, но соблюсти это практически невозможно, поэтому по стандарту оптимальной считается длина пневмокамеры, составляющая 100—80 % от длины обхвата. По факту производители манжет указывают их размер таким образом, что длина пневмокамеры может составлять 100—75 % (размер манжеты 24—32 см) и даже 100—62,5 % (размер 25—40 см, см. на фото внизу) от длины обхвата. Пример расчёта: 40 = 100 %, 25 = x %, x = 62,5 %. Оптимальная ширина пневмокамеры составляет 40 % от длины обхвата конечности.
Таким образом, минимальное число в размере манжеты является решающим показателем при её выборе. Из нескольких подходящих манжет предпочтение следует отдать той, минимальный размер которой будет наиболее приближен к длине окружности конечности. Например: длина окружности плеча составляет 30 см, есть две манжеты с размерами 22—32 см и 25—36 см — из этих двух манжет наиболее подходящей будет с размером 25—36 см.
Стандартные размеры пневмокамер:
| Манжета               | Размеры пневмокамеры, мм | Размеры пневмокамеры, мм |
| --------------------- | ------------------------ | ------------------------ |
| Манжета               | Длина                    | Ширина                   |
| Детская новорождённая | 90 ± 5                   | 30 ± 2                   |
| Детская малая         | 120 ± 10                 | 60 ± 5                   |
| Детская средняя       | 190 ± 10                 | 100 ± 5                  |
| Детская большая       | 250 ± 10                 | 120 ± 10                 |
| Взрослая малая        | 190 ± 10                 | 100 ± 10                 |
| Взрослая средняя      | 220 ± 20                 | 130 ± 10                 |
| Взрослая большая      | 270 ± 20                 | 150 ± 10                 |
| Бедренная             | 450 ± 20                 | 170 ± 20                 |

Не следует путать размер манжеты, означающий диапазон длины окружности конечности, с размером, означающим длину и ширину самого тканевого рукава: в первом случае размер указывается через тире, например 22 — 32 см, во втором — через букву икс, например 54 х 14 см.
Манжеты могут иметь металлическую скобу для удобства её затягивания на плече при самостоятельном измерении давления.

### Шланги
Шланги осуществляют передачу воздуха между нагнетателем воздуха, пневмокамерой манжеты и манометром. У механических тонометров, в зависимости от конструкции, бывает один или два шланга. Полуавтоматические тонометры имеют два шланга, автоматические — один. У автоматических запястных тонометров вообще нет шлангов, так как измерительный прибор соединён с манжетой напрямую.

### Нагнетатель воздуха
Нагнетание воздуха в ртутных, механических и полуавтоматических тонометрах производится вручную при помощи резиновой груши или отдельного воздушного насоса а также от отдельно стоящего стационарного компрессора, в автоматических — встроенным в корпус тонометра электрическим пневмокомпрессором. Воздух из манжеты стравливается ручным (соединён с грушей) или автоматическим клапаном спуска.

### Стетоскоп
Для измерения давления по методу Короткова используют простейший стетоскоп с односторонней головкой с мембраной.

## Измерение артериального давления
См. также: Правила измерения артериального давления
См. также: Метод Короткова
Наиболее точные показания артериального давления дают измерения на крупных артериях: плечевой или бедренной. В основном, измерения производят на плечевой артерии.
Измерение (сфигмоманометрия, тонометрия) должно проводиться в спокойной комфортной обстановке при комнатной температуре, после адаптации пациента к условиям кабинета в течение не менее 5—10 мин. За час до измерения исключить прием пищи, за 1,5—2 часа — курение, прием тонизирующих напитков, алкоголя, применение симпатомиметиков, включая назальные (в нос) и глазные капли кроме этого, необходимо освободить мочевой пузырь.
Сфигмоманометры подлежат периодической поверке на точность измерения. Поверка обязательна для сфигмоманометров, использующихся в медицине. В России, для проверки тонометров разработан стандарт Р 50.2.032-2004 «ГСИ. Измерители артериального давления неинвазивные. Методика поверки».
На плече
Стандартным местом измерения артериального давления является плечо. Манжету располагают так, чтобы место выхода шлангов, идущих от манжеты (шланги находятся посередине длины пневмокамеры), располагалось в районе внутренней части локтевого сгиба. Нижний край манжеты должен быть выше локтевого сгиба примерно на 2—3 см. Головку стетоскопа прикладывают к области локтевой ямки, заводя её часть под манжету.
На бедре
Для измерения артериального давления на бедре используют манжету с длиной пневмокамеры не менее 43 см, которую накладывают на середину бедра. Осциллометрический метод непригоден для измерений на нижней конечности, используют только аускультативный, при этом тоны Короткова выслушивают в подколенной ямке. В норме, давление на бедренной артерии выше давления плечевой артерии на 10 мм ртутного столба. У больных с коарктацией аорты давление на бедре будет значительно ниже высокого давления на плече.